# 김종식 (축구인)
김종식(한국 한자: 金鍾植, 1967년 3월 18일 ~ )은 대한민국의 전직 축구 선수이다. 현역 시절 포지션은 미드필더였다.